# Wohldorfer Wald
Wohldorfer Wald este o arie protejată (arie specială de conservare — SAC, sit de importanță comunitară — SCI, arie de protecție specială avifaunistică — SPA) din Germania întinsă pe o suprafață de 278 ha, integral pe uscat.

## Localizare
Centrul sitului Wohldorfer Wald este situat la coordonatele 53°42′14″N 10°08′27″E / 53.7039°N 10.1408°E.

## Înființare
Situl Wohldorfer Wald a fost declarat arie de protecție specială avifaunistică în septembrie 1983 pentru a proteja 12 specii de animale. Alte tipuri de protecție:
- sit de importanță comunitară (în martie 1998)
- arie specială de conservare (în august 2016)[1][3][4]

## Biodiversitate
Situată în ecoregiunea atlantică, aria protejată conține 6 habitate naturale: Lacuri eutrofice naturale cu vegetație de tip Magnopotamion sau Hydrocharition, Cursuri de apă de la nivel de câmpie la nivel montan, cu vegetație Ranunculion fluitantis și Callitricho-Batrachion, Păduri de fag Luzulo-Fagetum, Păduri de fag Asperulo-Fagetum, Păduri de stejar sau de stejar și carpen sub-atlantice și medio-europene de Carpinion betuli, Păduri aluvionare cu Alnus glutinosa și Fraxinus excelsior (Alno-Padion, Alnion incanae, Salicion albae).
La baza desemnării sitului se află mai multe specii protejate:
- păsări (9): pescăruș albastru (Alcedo atthis), buha (Bubo bubo), Bucephala clangula, porumbel de scorbură (Columba oenas), ciocănitoarea de stejar (Dendrocopos medius), ciocănitoare neagră (Dryocopus martius), muscar (Ficedula parva), viespar (Pernis apivorus), sitar de pădure (Scolopax rusticola)
- amfibieni (1): triton cu creastă (Triturus cristatus)
- mamifere (2): vidră de râu (Lutra lutra), liliac comun (Myotis myotis)

Pe lângă speciile protejate, pe teritoriul sitului au mai fost identificate 1 specie de păsări.